# Gare de Pont-Authou
La gare de Pont-Authou est une gare ferroviaire française (fermée) de la ligne de Serquigny à Oissel, située sur le territoire de la commune d'Authou, à proximité de Pont-Authou et de Freneuse-sur-Risle, dans le département de l'Eure, en région Normandie.
Elle est mise en service en 1865 par la Compagnie des chemins de fer de l'Ouest.
Elle est fermée vers la fin du XXe siècle par la Société nationale des chemins de fer français (SNCF). Son ancien bâtiment voyageurs subsiste.

## Situation ferroviaire
Établie à 46 mètres d'altitude, la gare de Pont-Authou est située au point kilométrique (PK) 15,518 de la ligne de Serquigny à Oissel, entre les gares de Brionne et de Glos - Montfort.

## Histoire

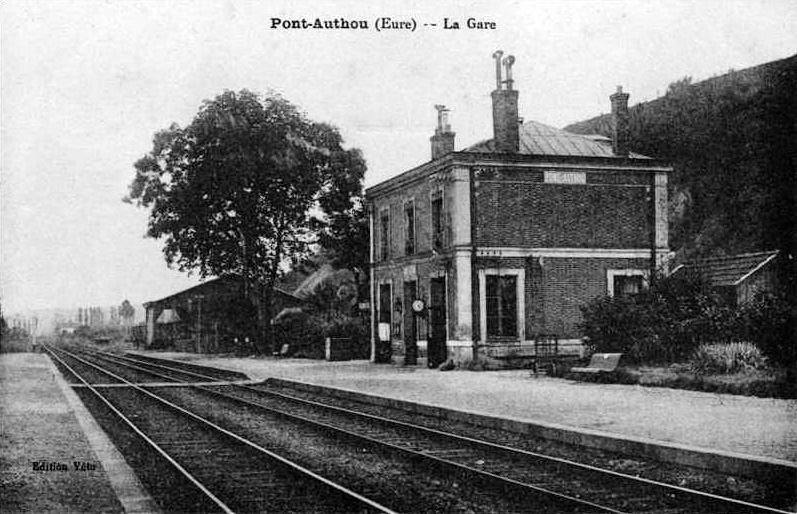
Le bâtiment voyageurs, les voies et les quais, vers 1900.

La station de Pont-Authou est mise en service le 24 juillet 1865 par la Compagnie des chemins de fer de l'Ouest, lorsqu'elle ouvre à l'exploitation l'embranchement de Serquigny à Rouen de la ligne de Paris à Caen et à Cherbourg.
En 1885, une nouvelle sortie est aménagée pour permettre aux voyageurs des trains montants de quitter la gare sans avoir à traverser les voies.
En 1901, des réparations sont effectuées sur la charpente de la halle à marchandises.
La gare est fermée vers la fin du XXe siècle par la SNCF.

## Patrimoine ferroviaire
L'ancien bâtiment voyageurs, désaffecté, ainsi que l'abri du côté de la voie paire, sont toujours présents. Cependant, les quais ont été supprimés.